# 馬克-保羅·戈塞拉
馬克-保羅·哈利·戈塞拉（英語：Mark-Paul Harry Gosselaar，1974年3月1日—）是一位美國男演員。

## 作品
他最著名的作品是在NBC的情景喜劇《救命下課鈴》（1989年至1993年）中飾演扎克·莫里森角色，以及在TNT電視劇（2011年至2014年）中飾演彼得·巴什角色。其他著名作品如《紐約重案組》（2001年至2005年）、《法庭内外》（2008年至2009年）、《CSI犯罪現場》（2014年至2015年）和電影《關鍵救援：巴士657》（2015年）。

## 外部連結
- 馬克-保羅·戈塞拉在互联网电影资料库（IMDb）上的資料（英文）
- Mark-Paul Gosselaar Speaks at Emory's Class Day